# حقل خريص
حقل خريص هو حقل نفط يقع في للمملكة العربية السعودية، أفتتح في 10 يونيو 2009، والمجاور لحقل الغوار أكبر حقل نفط في العالم. تبلغ مساحة حقل خريص 2,890 كيلومتر مربع وبطول 127 كم، ويقع على بعد حوالي 250 كم من جنوب غرب الظهران و 150 كم من شمال شرق الرياض. بدأ الإنتاج على نطاق تجريبي في عام 1963، وأغلق منذ ذلك الحين لعدم الحاجة اليه. تقرر إعادة العمل عليه في عام 2005، وأعيد افتتاحه من قبل أرامكو عام 2009 كأكبر معمل لانتاج الزيت في العالم. وينتج الحقل 1.2 مليون برميل من الزيت العربي الخفيف يوميا.

## التاريخ
حين اكتشاف الحقل في عام 1957 لم يكن انتاجه يتجاوز 190 ألف برميل يوميا، ثم ارتفع معدل الإنتاج ليصل 300 ألف برميل يوميا عام 1982، وذلك بفضل إضافة مرافق معالجة الخام المحتوي على الماء. ولكن ضآلة الإنتاج وانخفاض مستوى الضغط بالحقل، إلى جانب وقوعه في منطقة نائية صعبت من عمليات النقل والشحن، دفعوا بشركة أرامكو في عام 1993 لإيقاف العمل في الحقل.
وأدت الحاجة للمزيد من امدادات الطاقة ومواكبة لطلب العالمي على مواردها، إلى البدء في تنفيذ مشروع تطوير للحقل في عام 2005، وافتتح أكبر معمل لإنتاج الزيت في العالم بالعام 2009. وبلغ انتاجه 1.2 مليون برميل من الزيت العربي الخام الخفيف.

## مشروع توسعة الحقل
ضمن مشروع توسعة حقل خريص تم تركيب أكثر من 1200 كلم من خطوط الأنابيب التي تقوم بحقن وتوزيع مياه البحر. وبناء أكثر من 900 كلم من خطوط الزيت الرئيسية وخطوط التدفق، والخطوط الفرعية للآبار. كما عملت أرامكو على توسعة وتحديث معامل معالجة مياه البحر، بمعدل 4.5 مليون برميل يوميا. إضافة لبناء معمل جديد لحقن المياه، وتوسعة 4 معامل تقع في عين دار والعثمانية والحوية وحرض. وشملت أعمال التطوير نصب 3000 برج كهربائي من الصلب، بطول يتراوح بين 12-27 متر للبرج الواحد. وبناء أكثر من 1000 كلم من خطوط الكهرباء العلوية. وإنشاء نظام كهربائي بـ9 محطات فرعية. إضافة لبناء مرفق المعالجة المركزي و4 معامل أخرى يتم فيها فصل الغاز عن الزيت، إلى جانب ما تشمله من مرافق تركيز الزيت ومعملي معالجة الغاز والمكثفات، ومرافق الإنتاج والتخزين، وأنظمة التحكم ومرافق النقل التي تشمل أكثر من 170 كلم من خطوط الأنابيب متعددة المقاسات لنقل منتجات الحقل من الغاز الطبيعي والزيت الخام، والزيت المر والمسال. كما تم تشييد مطار محلي لدعم عمليات الإنتاج، مقرات سكن مؤقته ودائمة تسع 31,200 موظف.